# Edi Luarasi
Edi Luarasi, född Edi Mirdita den 7 maj 1940 i Tirana, Albanien, död 3 december 2021, var en albansk skådespelerska och sångerska.
Luarasi debuterade vid 16 års ålder år 1956 som skådespelare vid Teatrit të Estradës i pjäsen Motrat Mirdita (systrarna Mirdita). Hon har även verkat vid Teatri Kombëtar në Shqipëri (Albaniens nationalteater). 1971 var hon värd för Festivali i Këngës för första gången och året därpå fick hon förtroendet igen då hon ledde Festivali i Këngës 11 med Bujar Kapexhiu. Hon har haft roller i filmer som Vitët e para (1965), Ngadhnjim mbi vdekjen (1967) och Gjurma (1970). 
Efter sitt värdskap i Festivali i Këngës 11 förbjöds Luarasi att utöva sitt yrke. Flertalet av de deltagande och organisatörerna bakom Festivali i Këngës 11 sattes i fängelse eller straffades på andra sätt. Luarasis make skickades till en cementfabrik i Gramsh för "rehabilitering". 1991 gjorde hon comeback vid Nationalteatern i pjäsen Besök av en gammal dam.
1992 tilldelades hon orden Artist i Merituar. 

## Filmografi
- 1965 – Vitët e para
- 1967 – Ngadhjim mbi vdekjen
- 1970 – Gjurma